# (2693) Yan'an
(2693) Yan'an est un astéroïde de la ceinture principale.
Il a été ainsi baptisé en référence à Yan'an, ville chinoise de la province de Shaanxi.